# Avarermarken
Avarermarken var en grænsemark beliggende i en del af det nuværende Niederösterreich i Østrig. Den frankiske konge Karl den Store etablerede omkring år 800 denne såkaldte Avarermark, som skulle fungere som grænse og beskyttelse mod de i Pannonien og det østlige Centraleuropa herskende avarer. Disse trængte fra omkring år 560 ind i Europa fra Centralasien og truede senest fra midten af det 8. århundrede i stigende omfang frankernes interesser i strategisk betydende regioner i Centraleuropa.
Karl den Store etablerede denne grænsemark som markgrevskab, hvis lensbærer (greven) fik særlige militære beføjelser og kunne opkræve særlige skatter herfor. I det 9. århundrede bestod udover marken ved Donau (Marchia Orientalis) også en mark i Kärnten (Karantanien), som også omfattede områder i det nuværende Slovenien.
 Der er for få eller ingen kildehenvisninger i denne artikel, hvilket er et problem. Du kan hjælpe ved at angive troværdige kilder til de påstande, som fremføres i artiklen.